# Mellan-Fryken
Mellan-Fryken är den mellersta av de tre Frykensjöarna och ligger i Fryksdalen i Kils kommun och Sunne kommun i Värmland och ingår i Göta älvs huvudavrinningsområde. Sjön är 135 meter djup, har en yta på 46,6 kvadratkilometer och befinner sig 62,1 meter över havet. Sjön avvattnas via Nedre Fryken och Norsälven till Vänern.

## Delavrinningsområde
Mellan-Fryken ingår i det delavrinningsområde (662543-135346) som SMHI kallar för Utloppet av Mellan-Fryken. Medelhöjden är 99 meter över havet och ytan är 119,92 kvadratkilometer. Räknas de 199 avrinningsområdena uppströms in blir den ackumulerade arean 3 816,44 kvadratkilometer. Norsälven (Ljusnan) som avvattnar avrinningsområdet har biflödesordning 2, vilket innebär att vattnet flödar genom totalt 2 vattendrag innan det når havet efter 292 kilometer. Avrinningsområdet består mestadels av skog (38 procent) och jordbruk (11 procent). Avrinningsområdet har 47,08 kvadratkilometer vattenytor vilket ger det en sjöprocent på 39,2 procent. Bebyggelsen i området täcker en yta av 1,59 kvadratkilometer eller 1 procent av avrinningsområdet.